# Paróquia de St. Landry
A Paróquia de St. Landry é uma das 64 paróquias do estado americano da Luisiana. A sede da paróquia é Opelousas, e sua maior cidade é Opelousas.
A paróquia possui uma área de 2 432 km² (dos quais 26 km² estão cobertas por água), uma população de 87 700 habitantes, e uma densidade populacional de 36 hab/km² (segundo o censo nacional de 2000). 